# Uma Só Voz
"Uma Só Voz" é uma canção composta por Marcelo Fromer e Toni Bellotto, dos Titãs, para servir de vinheta de fim de ano da rede de emissoras de rádio Cidade FM. Foi lançado como single promocional no formato flexi-disc em dezembro de 1985. Esse single promocional era distribuído pelas rádios como brinde, e era envolvido num cartão para ser dado de presente de Natal.
Contatados pela Rádio Cidade FM para fazer um jingle de fim de ano, os Titãs se dividiram em dois grupos, tendo cada qual composto uma canção: Toni Bellotto e Marcelo Fromer compuseram "Uma Só Voz" e Branco Mello, Charles Gavin, Sérgio Britto, Paulo Miklos e Nando Reis compuseram "Pela Paz".., que apesar de ter sido preterida para o jingle em favor de "Uma Só Voz", viu lançamento oportuno ao ser regravada em 1996 Arnaldo Antunes não participou de nenhum dos grupos e nem da gravação por estar preso por porte de heroína
Foram convidados para cantar com os Titãs diversos outros cantores da época.

## Faixas
| 7" (Continental 5-09-901-009) |                |                                |         |  |
| N.º                           | Título         | Compositor(es)                 | Duração |  |
| 1.                            | "Uma Só Voz"   | Marcelo Fromer / Toni Bellotto | 4:40    |  |
| 2.                            | "(vazio)"      |                                |         |  |
| Duração total:                | Duração total: | Duração total:                 | 4:40    |  |

## Ficha Técnica[1]
Titãs
- Marcelo Fromer — guitarras
- Toni Bellotto — guitarras
- Charles Gavin — bateria
- Nando Reis — baixo e vocal
- Paulo Miklos — guitarra e vocal
- Branco Mello — vocal

Kid Abelha
- George Israel — saxofone
- Paula Toller — vocal

Outros
- Herbert Vianna (d'Os Paralamas do Sucesso) — guitarra
- Evandro Mesquita (da Blitz) — vocal
- Renato Russo (da Legião Urbana) — vocal
- Ney Matogrosso — vocal
- Lobão — vocal
- Leo Jaime — vocal
- Zizi Possi — vocal
- Vinícius Cantuária — vocal
- Elba Ramalho — vocal
- Cazuza — vocal
- Erasmo Carlos — vocal
- Gilberto Gil — vocal
- Lulu Santos — vocal